# Pingyuan Youjidui
Pingyuan Youjidui (xinès simplificat: 平原游击队, pinyin: Píngyuán Yóujīduì, literalment Guerrilla de les planes) és una pel·lícula bèl·lica xinesa del 1955, produïda per l'estudi de cinema de Changchun i dirigida per Su Li i Wu Zhaodi. Conta la història de Li Xiangyang i el seu batalló durant la segona guerra sinojaponesa. En la dècada dels 2000 va ser redoblada al dialecte de Sichuan.